# Waco (Texas)
Waco egy amerikai település a texas állambeli McLennan megyében; egyben a megye legnagyobb városa és megyeszékhelye.
A város talán az 1993-as wacói ostrom miatt ismert, melyben az amerikai rendvédelmi erők egy vallási szekta, a David Koresh által vezetett Dávidisták ellen léptek fel. A lövöldözésben első körben hat dávidista és négy ATF-ügynök vesztette életét (ATF: Bureau of Alcohol, Tobacco, Firearms and Explosives). Ötven nap múlva, 1993. április 19-én FBI-ügynökök támadták meg a Mt. Carmel néven ismert ingatlant, ami a keletkező tűzben porig égett. Hetvennégy ember, köztük a dávidisták vezetője, David Koresh életét vesztette a tűzvészben.

## Földrajza
A város Texas állam középső részének a nyugati felén, az úgynevezett Edwards-fennsíkon (Edwards Plateau), azaz a Brazos folyó és az I-35-ös országos autópálya között helyezkedik el. Waco középúton van Dallas és Austin között.
Waco területe 247 km²-t foglal el; ebből 218 km² szárazföldi, míg 29 négyzetkilométer vízfelszín.
Éghajlata szubtrópusi, forró nyarakkal és enyhe telekkel.

## Népessége
A 2010-es népszámlálás szerint a várost 124 805-ön lakták; ezzel a népességgel a 22. leglakottabb város volt Texasban. A 2015-ös nemzeti népszámlálási iroda 132 356 fősre becsülte ezt a várost. A város peremterületei, melyek a Waco Metropolitan Statistical Area-t képezik és melyekhez McLennan és Falls Counties is hozzátartoznak, 2010-ben 234 906 lakossal rendelkeztek. 2013-ban Falls County-t hozzácsatolták Wacóhoz, úgyhogy a város lakossága 262 813 főre nőtt.

## Fordítás
- Ez a szócikk részben vagy egészben  a   Waco, Texas című angol Wikipédia-szócikk ezen változatának fordításán alapul.  Az eredeti cikk szerkesztőit annak laptörténete sorolja fel. Ez a jelzés csupán a megfogalmazás eredetét és a szerzői jogokat jelzi, nem szolgál a cikkben szereplő információk forrásmegjelöléseként.